# Thad Jones/Mel Lewis Orchestra
Das Thad Jones/Mel Lewis Orchestra war eine US-amerikanische Bigband unter Leitung von Thad Jones und Mel Lewis, die von 1965 bis 1978 bestand. Sie gilt nach Ted Gioia als eine der berühmtesten und glänzendsten Bigbands ihrer Zeit. Joachim Ernst Berendt zufolge war sie in den 1970er-Jahren „das musikalisch am meisten überzeugende Orchester unter allen neueren Big Bands.“

## Bandgeschichte
The Thad Jones/Mel Lewis Orchestra wurde 1965 zunächst von Studiomusikern als Probenband gegründet. Sein Debüt hatte die Bigband am 7. Februar 1966 im New Yorker Jazzclub Village Vanguard. Mit diesem Konzert begann die über vierzig Jahre währende Tradition der montäglichen Auftritte des Thad Jones/Mel Lewis Jazz Orchestra, aus dem nach Thad Jones’ Ausscheiden 1978 das Mel Lewis Jazz Orchestra und schließlich das Vanguard Jazz Orchestra hervorging. Thad Jones und Bob Brookmeyer (der im Orchester Ventilposaune spielte) waren verantwortlich für die meisten Arrangements, die Thad Jones’ Eigenkompositionen Mean What You Say und Don't Ever Leave Me bekannte Jazzstandards wie Polka Dots and Moonbeams, Lover Man und Willow Weep for Me arrangierten. In der Band waren in der Gründungsbesetzung Thads Bruder Hank Jones, Jerome Richardson, Pepper Adams, Snooky Young, Jerry Dodgion und Eddie Daniels die Solisten. Nach Ansicht von Dee Dee Bridgewater, die vier Jahre im Orchester sang, war vor allem Thad Jones für „den kreativen Aspekt“ verantwortlich, während Co-Leader Mel Lewis für das Geschäftliche zuständig war. Als Arrangeure fungierten auch die beteiligten Musiker Garnett Brown und Tom McIntosh.

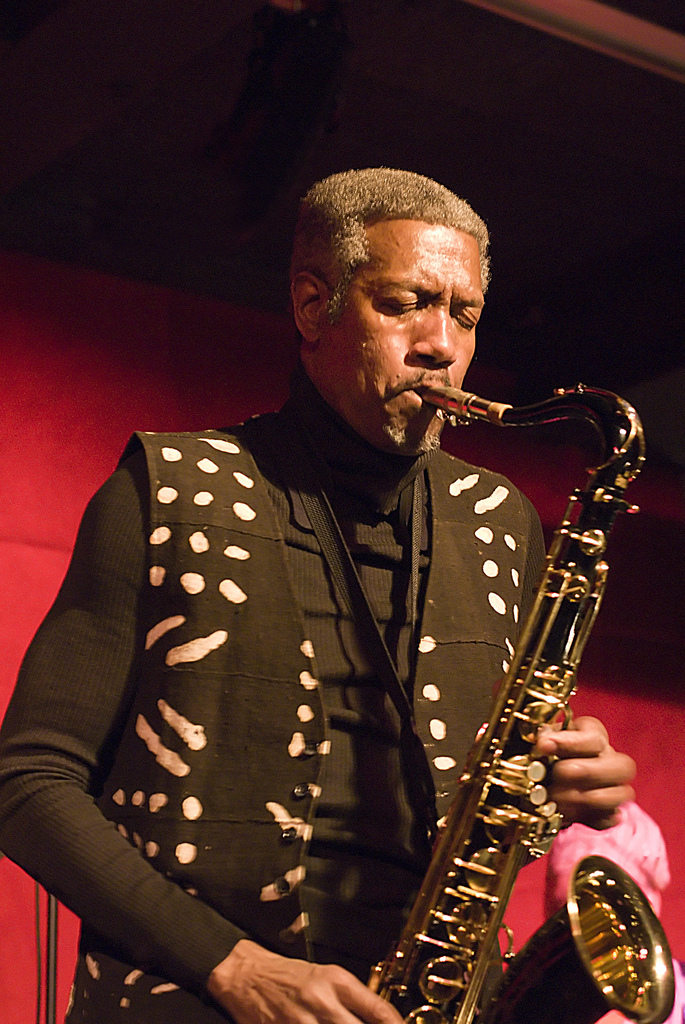
Billy Harper (2007)

1966 trat die Bigband auf dem Newport Jazz Festival auf. In der zweiten Hälfte der 1960er-Jahre folgten eine Reihe von Aufnahmen für das Label Solid State Records, bei denen auch die Gastvokalisten Joe Williams und Ruth Brown mitwirkten. Anfang 1970 spielten bei dem von Sonny Lester produzierten Album Consummation, Richard Cook/Brian Morton zufolge „eines der besten Bigbandalben seiner Zeit“, u. a. auch Richard Davis, Jimmy Buffington, Julius Watkins, Roland Hanna, Joe Farrell, Richie Kamuca, Billy Harper, Benny Powell, Eddie Bert, Jimmy Knepper, Al Porcino, Marvin Stamm und Howard Johnson in dem Orchester.
Anfang der 1970er-Jahre unternahm das Orchester zahlreiche nationale und internationale Tourneen, jährlich in Europa, mehrmals in Japan und 1972 auch in die Sowjetunion. 1976 entstand ein Livealbum mit der Organistin Rhoda Scott; 1977 folgten Aufnahmen mit der Sängerin Monica Zetterlund. In einer der letzten Besetzungen 1978 spielten auch Musiker wie Steve Coleman, Charles Davis, Jesper Lundgaard, Jim McNeely, Dick Oatts und Bob Rockwell in der Band. Zu Beginn des Jahres 1979 zog Thad Jones nach Skandinavien; Mel Lewis führte das Orchester unter seinem Namen weiter; er verpflichtete Bob Brookmeyer als Hauptarrangeur und „gab den Bläsergruppen durch Hinzunahme eines Frenchhorns und der Bassklarinette neue Farben.“ Nach Mel Lewis’ Tod 1990 wurde dessen Bigband als das Vanguard Jazz Orchestra weitergeführt; anfangs agierte Pianist Jim McNeely (ein Veteran aus der Jones/Lewis-Band) als Composer in Residence. Gegenwärtig (2013) wird das Vanguard Jazz Orchestra von John Mosca geleitet. 2024 erschien das Album Centennial: The Music of Thad Jones - Live at the Vanguard.

## Würdigung

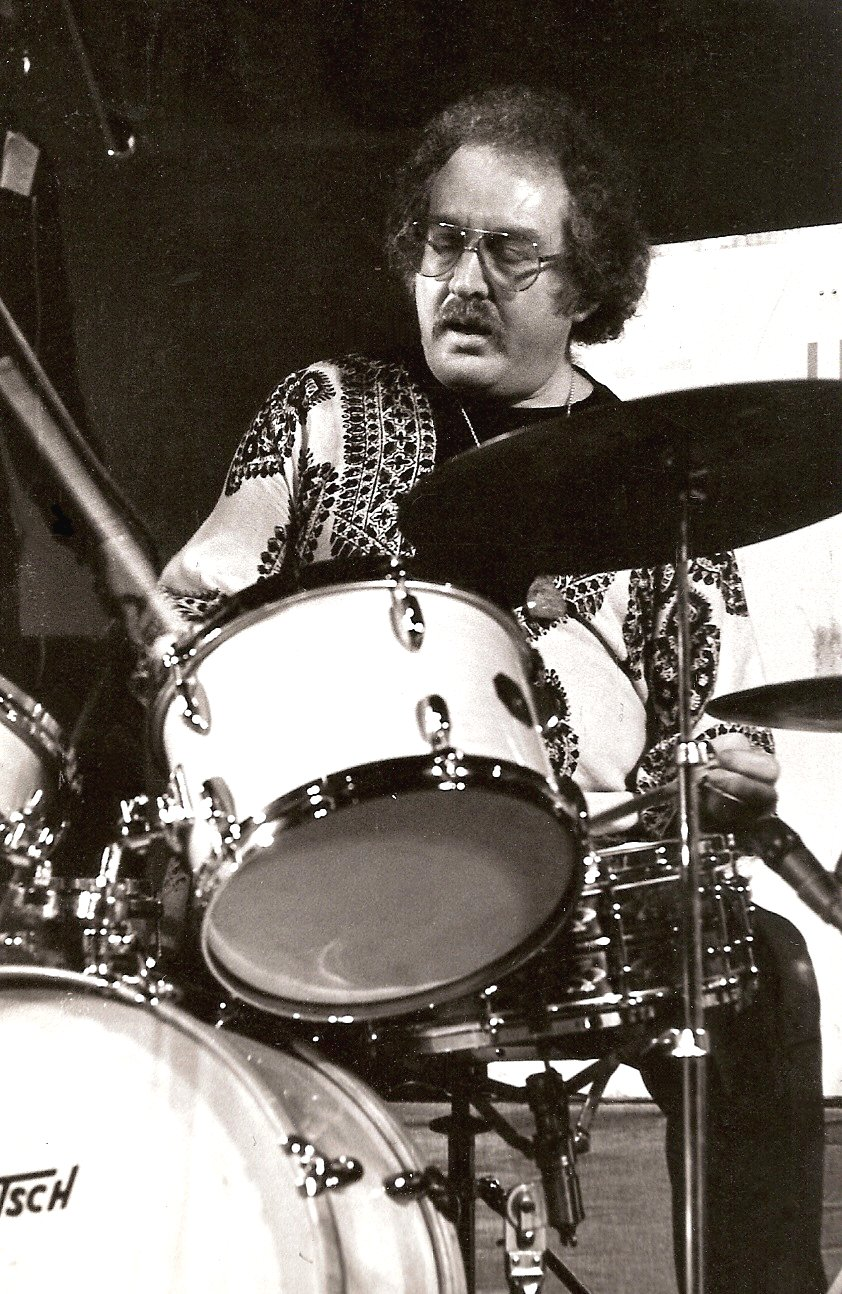
Mel Lewis (1979)

J. E. Berendt zufolge „machen [sie] keine Zugeständnisse an den Rock-Geist des Tages und haben es gleichwohl verstanden, einen großorchestralen Jazz zu schaffen, dem niemand das Attribut 'zeitgenössisch' versagen wird. Die Erfahrungen des Jazz aller Epochen, einschließlich des Jazz der sechziger Jahre und der Musik John Coltranes und der Post-Coltrane-Ära sind in die Arrangements geflossen. [...]“. Thad Jones und Mel Lewis sei es „gelungen, ihrem Orchester nun schon über Jahre hinweg unter Verzicht auf Instrumentations-Tricks und modische Mätzchen einen leicht identifizierbaren sound zu geben.“
Gary Giddins verglich das Orchester mit der Bigband von Gil Evans (The Monday Night Orchestra) und den verschiedenen Ensembles von Charles Mingus.
Nach Ansicht von Martin Kunzler hat die Thad Jones/Mel Lewis-Band „dem großorchestralen Jazz, als ihm keine Chance mehr zu bleiben schien, neue Wege gewiesen.“

## Auszeichnungen
Das Orchester wurde mehrmals für den Grammy nominiert; 1967 in der Kategorie beste Jazz-Instrumental-Darbietung – Big Band (Live at the Village Vanguard), 1969 (Central Park North), 1970 (Consummation), 1975 (Potpourri) und 1976 (New Life). 1975 erhielt es die Auszeichnung für das beste Instrumental-Arrangement für Living for the City (aus dem Album Potpourri) und 1978 für die beste Jazz-Instrumental-Darbietung – Big Band (Album Live in Munich). Des Weiteren war die Bigband von 1972 bis 1977 mehrmals Gewinner sowohl des Critics' Poll als auch des Readers' Poll des Down Beat.

## Diskographie
Einzelausgaben
- All My Yesterdays: The Debut 1966 Recordings at the Village Vanguard (Resonance, 1966, ed. 2016)[12]
- Opening Night: Thad Jones/Mel Lewis Big Band at the Village Vanguard February 7, 1966 (1966, ed. 2000)
- Presenting Thad Jones/Mel Lewis and the Jazz Orchestra (Solid State Records, 1966)
- Presenting Joe Williams and Thad Jones/Mel Lewis, The Jazz Orchestra (Solid State, 1966)
- All My Yesterdays (1966, ed. Resonance 2016)
- Live at the Village Vanguard (Solid State, 1967)
- The Big Band Sound of Thad Jones/Mel Lewis Featuring Miss Ruth Brown (Solid State, 1968)
- Monday Night (Solid State, 1968)
- Central Park North (Solid State, 1969)
- Basle, 1969 (TCB Music, 1969, ed. 1996)
- Consummation (Solid State/Blue Note, 1970)
- Suite for Pops (Horizon/A&M, 1972)
- Live in Tokyo (Denon Jazz, 1974)
- Potpourri (Philadelphia International, 1974)
- Thad Jones/Mel Lewis and Manuel De Sica (Pausa, 1974)
- New Life: Dedicated to Max Gordon (A&M, 1975)
- Thad Jones/Mel Lewis Orchestra with Rhoda Scott (auch Rhoda Scott in New York with... Barclays, 1976)
- Live in Munich (Horizon/A&M, 1976)
- It Only Happens Every Time (EMI Records, 1977), mit Monica Zetterlund
- Body and Soul (auch Thad Jones/Mel Lewis Orchestra in Europe, West Wind, 1978)
- A Touch of Class (West Wind, 1978)

Kompilation
- The Complete Solid State Recordings of the Thad Jones/Mel Lewis Orchestra (Mosaic Records, ed. 1994; 7 LPs oder 4 CDs mit Bill Berry, Richard Williams, Bob Brookmeyer, Tom McIntosh, Jerome Richardson, Jerry Dodgion, Joe Farrell, Eddie Daniels, Pepper Adams, Hank Jones, Richard Davis, Snooky Young, Marvin Stamm, Garnett Brown, Phil Woods, Roland Hanna, Jimmy Cleveland, Jimmy Knepper, Seldon Powell, Eddie Bert, Benny Powell, Joe Temperley, Al Porcino, Julius Watkins, Howard Johnson, Billy Harper, Richie Kamuca)

## Weiterführende Literatur
- Oliver Curth: Untersuchungen zu Big Band Arrangements von Thad Jones für das Thad Jones-Mel Lewis Jazz Orchestra. Jazzforschung/Jazz Research 22, 1990, S. 53–117.